# Белліно
Белліно (італ. Bellino, п'єм. Blin) — муніципалітет в Італії, у регіоні П'ємонт,  провінція Кунео.
Белліно розташоване на відстані близько 540 км на північний захід від Рима, 80 км на південний захід від Турина, 50 км на північний захід від Кунео.
Населення — 116 осіб (2014).
Щорічний фестиваль відбувається 25 липня. Покровитель — San Giacomo.

## Демографія
Населення за роками:

Станом на 1 січня 2023 року в муніципалітеті офіційно проживали 4 іноземці з 2 країн, серед них 4 громадяни країн Євросоюзу.

## Сусідні муніципалітети
- Аччельйо
- Кастельдельфіно
- Ельва
- Понтек'янале
- Сен-Поль-сюр-Юбе (Франція)